# Trilochana
Trilochana is een geslacht van vlinders uit de familie wespvlinders (Sesiidae), onderfamilie Sesiinae.
Trilochana is voor het eerst wetenschappelijk beschreven door Frederic Moore in 1879. De typesoort is Trilochana scolioides.

## Soorten
Trilochana omvat de volgende soorten:
- T. caseariae Yang & Wang, 1989
- T. chalciptera Hampson, 1919
- T. illustris Kallies & Arita, 1998
- T. insignis (Butler, 1885)
- T. megascolioides Arita, 1989
- T. nagaii Arita & Kallies, 2003
- T. oberthueri Le Cerf, 1917
- T. oberthuri Le Cerf, 1917
- T. phaedrostoma Meyrick, 1934
- T. scolioides Moore, 1879
- T. smaragdina Diakonoff, 1954
- T. triscoliopsis Rothschild, 1925